# Општина Агриж (Салаж)
Агриж (рум. Agrij) општина је у Румунији у округу Салаж.
Oпштина се налази на надморској висини од 303 m.